# Nel van Kollenburg
Nelleke „Nel“ Brenninkmeijer-van Kollenburg (* 25. Januar 1950 in Bergen op Zoom) ist eine ehemalige niederländische Hockeyspielerin. Sie gewann mit der niederländischen Nationalmannschaft die Weltmeistertitel 1974 und 1978.

## Sportliche Karriere
Nel van Kollenburg trat von 1974 bis 1978 in 40 Länderspielen für die niederländische Nationalmannschaft an. Die Stürmerin erzielte 21 Länderspieltore.
Nel van Kollenburg nahm 1974 an der ersten offiziellen Weltmeisterschaft der Damen teil. Die Niederländerinnen waren in der Vorrunde Zweite hinter der indischen Mannschaft und siegten im Halbfinale mit 1:0 über die Deutschen. Die niederländische Mannschaft gewann den Titel durch ein 1:0 im Finale gegen die Argentinierinnen. Der Treffer zum 1:0 im Finale war Nel van Kollenburgs erstes Länderspieltor.
Bei der Weltmeisterschaft 1976 erhielten die Niederländerinnen die Bronzemedaille, nachdem sie im Halbfinale gegen die Argentinierinnen im Siebenmeterschießen verloren hatten. Zwei Jahre später bei der Weltmeisterschaft 1978 in Madrid gewannen die Niederländerinnen in ihrer Vorrundengruppe alle vier Spiele und besiegten im Halbfinale die belgische Mannschaft mit 6:0. Im Finale bezwangen sie die Deutschen mit 1:0.
Nel van Kollenburg spielte beim HC ’s-Hertogenbosch.